# Australonycteris
Australonycteris is een geslacht van uitgestorven vleermuizen. Het geslacht is bekend van fragmentarische overblijfselen die gevonden zijn in de Murgon fossielenvindplaats in het zuidoosten van Queensland, daterend uit het Vroeg-Eoceen, 54,6 miljoen jaar geleden. Het is de oudste vleermuis van het zuidelijk halfrond en een van de oudste vleermuizen ter wereld, en bewoonde bossen en moerassige gebieden, met een voedingspatroon van insecten en mogelijk kleine vissen.
Australonycteris had een spanwijdte van 20 cm. Het was waarschijnlijk een insectivoor en de structuur van de gehoorbeentjes wijst op het vermogen van echolocatie ter navigatie.

## Beschrijving
Australonycteris clarkae, een van de vroegste vleermuizen in het fossielenbestand, is bekend van verschillende boven- en ondertanden, een fragment van een tandeloze onderkaak, een gedeeltelijk periotisch bot en verschillende postcraniale fragmenten. Hij heeft een onderarmlengte van 40-45 millimeter, wat hem tot een middelgrote vleermuissoort maakt, en hij kon zijn prooien lokaliseren via echolocatie. Australonycteris vertoonde enkele verschillen in tandanatomie, vergeleken met bestaande vleermuizen. In tegenstelling tot andere vermeende vleermuizen uit het Eoceen, zoals de Wyonycteris-soorten van Wyoming en Europa op het noordelijk halfrond, bezat Australonycteris clarkae veel van de anatomische kenmerken van de huidige Microchiroptera. De tandpunt van Australonycteris clarkae vertoont slijtage die overeenkomt met het vervoeren van prooien met een hard schild, zoals kevers, of een benig skelet van vissen; de lichaamsgrootte van de soort zou predatie van vis op zijn minst mogelijk hebben gemaakt.
Australonycteris zou volledig in staat zijn geweest om te vliegen.

## Taxonomie
Een monotypisch geslacht verwant aan de familie Archaeonycteridae, of geclassificeerd door een onbepaalde familiale rangschikking, dat fossiel materiaal beschrijft dat in 1994 in Murgon verzameld werd. Het type exemplaar is een tand. Het materiaal werd ontdekt in de Tingamarra Local Fauna - Boat Mountain-afzetting, het type en de enige bekende vindplaats van fossiele bewijzen van de soort.
De fylogenetische verwantschap met andere Chiroptera is onzeker, maar vertegenwoordigt mogelijk een vroege geografische verspreiding en afscheiding van de kroonclade van vleermuistaxa die op andere continenten voorkomen.
De geslachtsnaam is afgeleid uit het Oudgrieks en duidt op een vleermuis met een Australische verspreiding. De specifieke epitheton eert Elaine Clark, een persoon die nauw betrokken was bij het paleontologisch onderzoek in Riversleigh en Murgon.